# Liste der Baudenkmäler in Geiselhöring

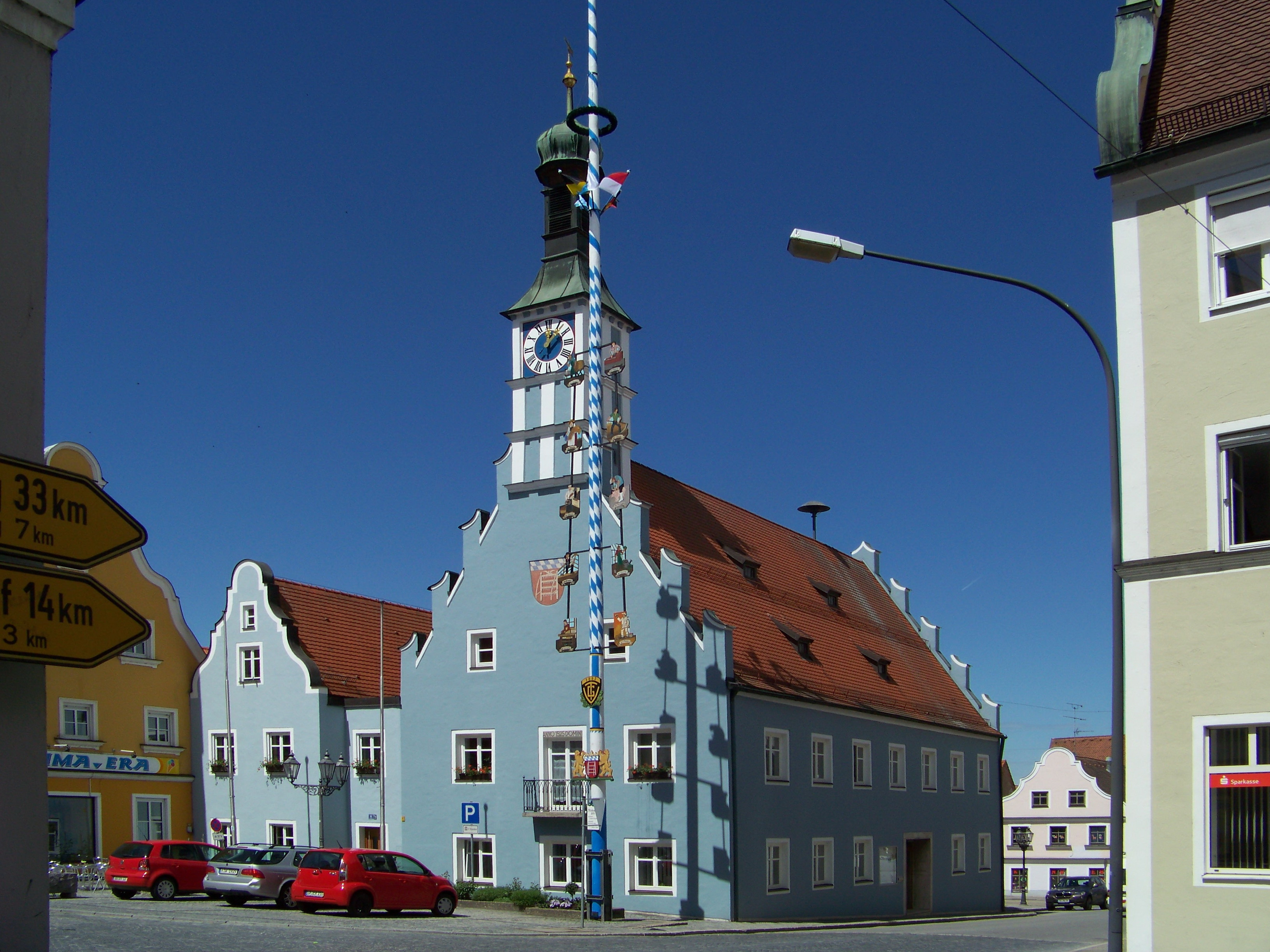
Rathaus in Geiselhöring aus dem Jahr 1525

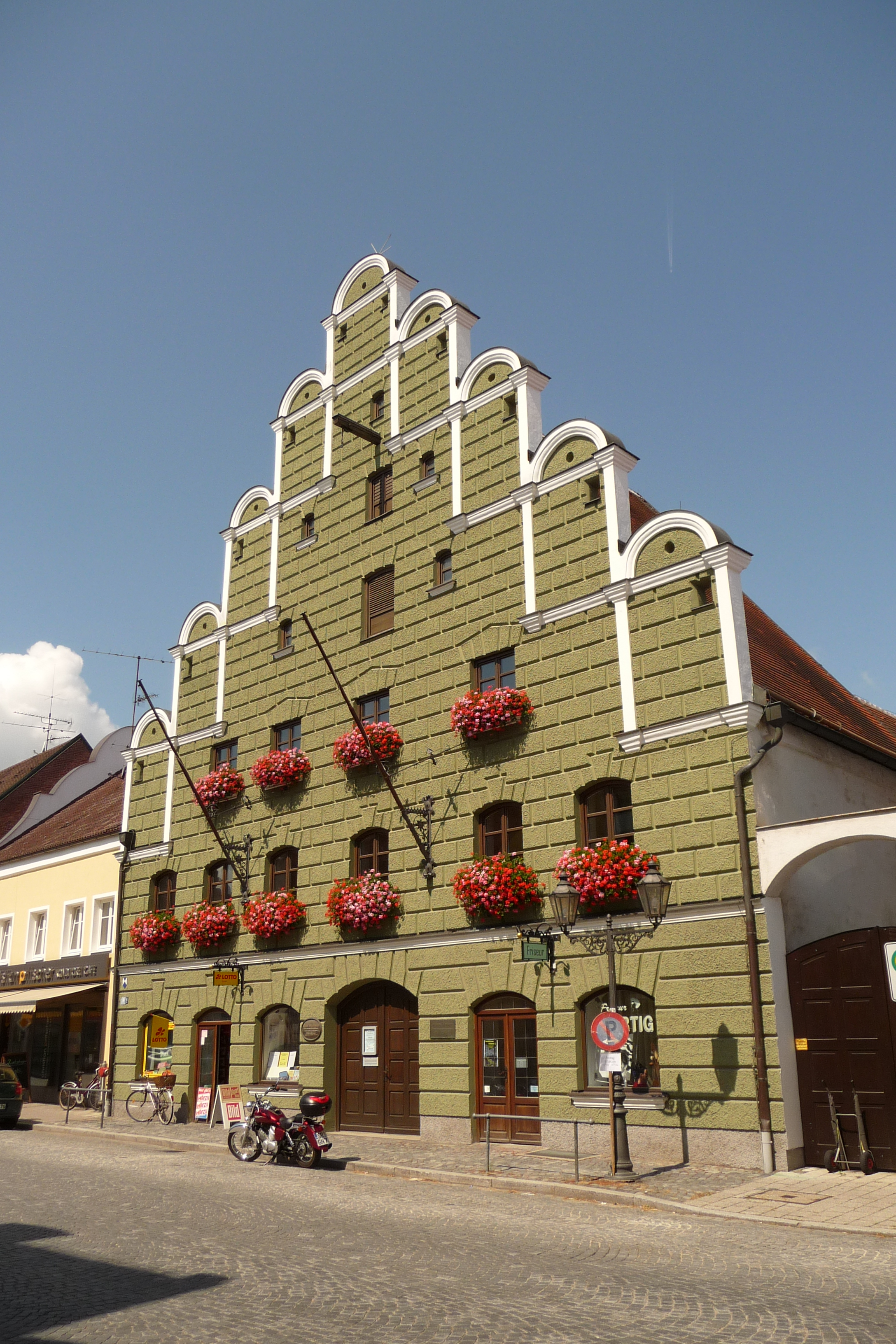
Loichingerhaus

Auf dieser Seite sind die Baudenkmäler in der niederbayerischen Stadt Geiselhöring zusammengestellt. Diese Tabelle ist eine Teilliste der Liste der Baudenkmäler in Bayern. Grundlage ist die Bayerische Denkmalliste, die auf Basis des Bayerischen Denkmalschutzgesetzes vom 1. Oktober 1973 erstmals erstellt wurde und seither durch das Bayerische Landesamt für Denkmalpflege geführt wird. Die folgenden Angaben ersetzen nicht die rechtsverbindliche Auskunft der Denkmalschutzbehörde.

## Ensembles

### Ensemble Ortskern Geiselhöring

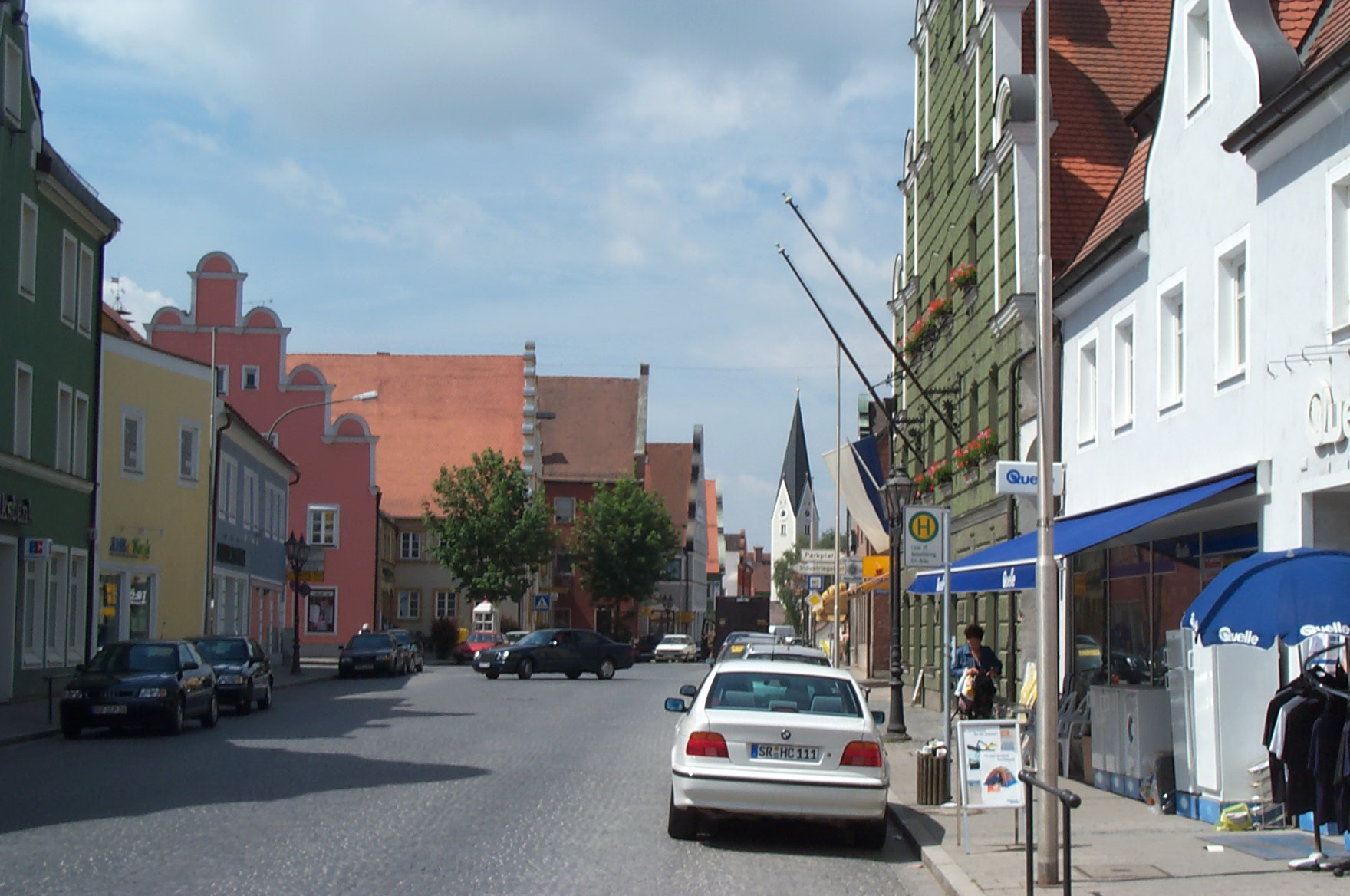
Stadtplatz Geiselhöring

Das Ensemble umfasst die Hauptstraßen des im Schnittpunkt alter Handelswege im 14. Jahrhundert ausgebauten Marktortes. Sein dörflicher Ursprung ist älter und geht auf das 11./12. Jahrhundert zurück. 
Nordöstlich mündet die Straubinger Straße beim ehemaligen Straubinger Tor (abgebrochen 1811) in den Stadtplatz, der mit zumeist giebelständigen Bürgerhäusern und ehemaligen Gasthäusern des 17. bis 19. Jahrhunderts umgeben ist. Zahlreiche Wellen-, Schweif- und Treppengiebeln prägen das ortstypische Bild. Der Straßenzug Am Lins, der den Stadtplatz südwestwärts verlängert, stellt die Verbindung zu einem alten außerhalb des Marktes liegenden Siedlungskern um die Linskirche dar; Trauf- und Giebelhäuser des 17. bis 19. Jahrhunderts und einige Neubauten fassen den zum Ensemble gehörigen Bereich ein, der die Funktion eines Nebenmarktes hatte. 
Nach Nordwesten (Landshut) zweigt beim Rathaus die Regensburger Straße vom Stadtplatz ab, ein abschüssiger, breiter Straßenzug, der ehemals durch ein Tor an der Marktgrenze abgeschlossen war. Seine Ostseite wird von bürgerlichen Giebelhäusern des 17. bis 19. Jahrhunderts, häufig mit Wellengiebeln, die Westseite wechselweise von Giebel- und Traufseithäusern des 18. und 19. Jahrhunderts begleitet. 

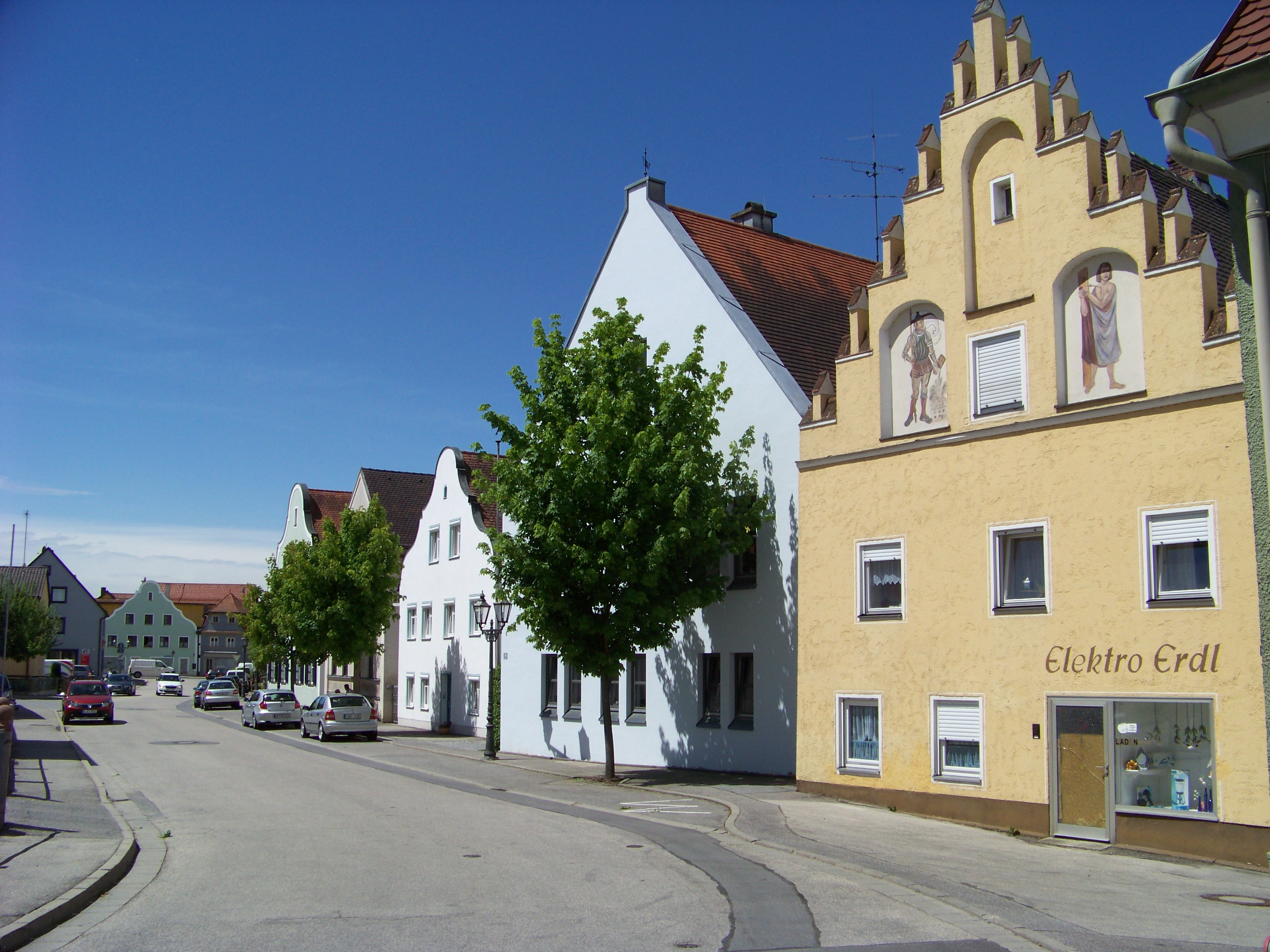
Viehmarktplatz-Ensemble

Dem Rathaus, 1525 am Berührungspunkt mit dem Stadtplatz in städtebaulich exponierter Lage errichtet, schließt sich ein kleiner Baublock an, der hakenförmig durch eine Gasse erschlossen wird, welche die Regensburger Straße und die Gasse Am Lins direkt verbindet. Wie die alte Siedlung um die Linskirche bleibt auch das alte kirchliche und Herrschaftszentrum um die Pfarrkirche außerhalb des historischen Marktbereichs und damit des Ensembles.
Aktennummer: E-2-78-123-1

### Ensemble Viehmarktplatz
Das Ensemble umfasst eine Zeile zweigeschossiger massiver Giebelhäuser, zum Teil mit Wellengiebeln und Treppengiebeln am alten Viehmarkt, der – außerhalb der Marktsiedlung des 14. Jahrhunderts gelegen – vermutlich einen alten Siedlungskern in der Nähe der Stadtpfarrkirche St. Petrus und Erasmus darstellt. Die Bauten, unter ihnen das ehemalige Spital, entstammen dem 16. bis 19. Jahrhundert. Die versetzten Fronten und wechselnden Giebelformen vermitteln ein lebendiges Bild.
Aktennummer: E-2-78-123-2

### Ensemble Kirchengruppe Haindling

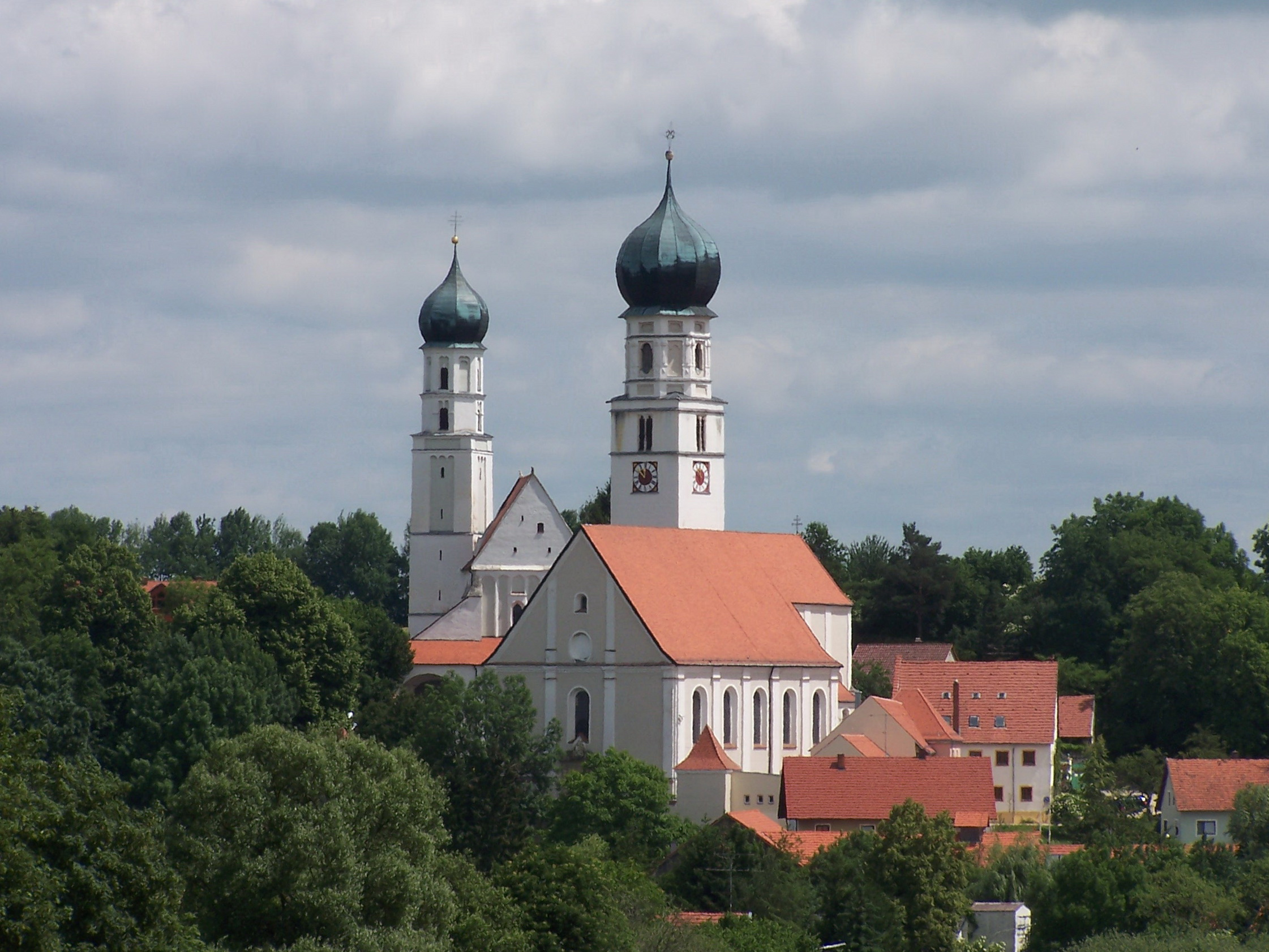
Kirchengruppe Haindling

Das Ensemble umfasst die Wallfahrtskirche Mariä Himmelfahrt und die Kirche Hl. Kreuz zusammen mit dem Schul- und Mesnerhaus, dem Gemeindehaus und dem später errichteten Gasthaus.
Die Kirchengruppe liegt weithin sichtbar auf einer Anhöhe im Südosten der Stadt Geiselhöring und wurde seit dem 18. Jahrhundert kaum verändert. Die Entwicklung zum Wallfahrtsort wurde von der Benediktinerabtei St. Emmeram in Regensburg gefördert, zu deren naher Propstei Hainsbach der Hofmarksort Haindling seit 975 gehörte. Die 1333 erstmals genannte Wallfahrt machte mehrere Kaplaneien und oftmalige Bauvorgänge nötig. In der barocken Marienkirche von 1719/21 stecken Teile der dreischiffigen Hallenkirche von 1439, die ihrerseits schon die fünfte Erweiterungsstufe von Vorgängerbauten war. 
Die höher gelegene, im Kern spätmittelalterliche Kreuzkirche erhielt 1626 auf hohem Sockelunterbau einen gewölbten Umgang, zu dem eine Treppe mit der symbolhaften Zahl von 28 Stufen hinaufführt und dessen mittlere Arkade zu einer Reliquien-Vorweisungskanzel ausgebildet ist. Beide Kirchen befinden sich innerhalb der Friedhofsummauerung, welche an der Südflanke zu der festungsartigen Gruppe des Mesner-, Schul- und Gasthauses ausgebaut wurde, eine Nahtstelle für das Zusammenwirken von Wallfahrts- und Dorfleben. 
Der 1733 teils innerhalb, teils außerhalb des Friedhofs angelegte Kreuzweg beginnt südwestlich der Marienkirche, führt um diese herum zu einem nördlich gelegenen Hanggrundstück und endet in der Grablegungskapelle im Untergeschoss der Kreuzkirche.
Aktennummer: E-2-78-123-3

## Baudenkmäler nach Ortsteilen

### Geiselhöring
| Lage                                       | Objekt                                               | Beschreibung | Akten-Nr.              | Bild                                                 |
| ------------------------------------------ | ---------------------------------------------------- | --- | ---------------------- | ---------------------------------------------------- |
| Am Lins 1 (Standort)                       | Hausfigur                                            | Gottvater-Büste, um 1900; am Wohnhaus | D-2-78-123-1 Wikidata  | BW                                                   |
| Am Lins 2 (Standort)                       | Wohn- und Geschäftshaus, sogenanntes Bernlochnerhaus | Traufseitbau mit neugotischen Treppengiebeln und Zwerchhaus, um 1850/70                                                                                            | D-2-78-123-2 Wikidata  | Wohn- und Geschäftshaus, sogenanntes Bernlochnerhaus |
| Am Lins 4 (Standort)                       | Wohnhaus                                             | Stattlicher Satteldachbau, im Kern 17./18. Jahrhundert | D-2-78-123-4 Wikidata  | Wohnhaus                                             |
| Am Lins 18 (Standort)                      | Katholische Filialkirche St. Jakob (Linskirche)      | Langhaus im Kern romanisch, Ausbau im 17./18. Jahrhundert, Chor und Turm spätgotisch; mit Ausstattung                                                              | D-2-78-123-6 Wikidata  | weitere Bilder                                       |
| Am Lins 21 (Standort)                      | Bauernhaus                                           | Mit Wellengiebel und Traufschrot, zweite Hälfte 18. Jahrhundert | D-2-78-123-7 Wikidata  | Bauernhaus                                           |
| Dingolfinger Straße 19 (Standort)          | Wohnhaus                                             | Traufseitbau mit gesprengtem Schweifgiebel, mit Zwerchgiebel und Gurtgesims, 1929/30                                                                               | D-2-78-123-8 Wikidata  | Wohnhaus                                             |
| Dingolfinger Straße 46 (Standort)          | Wegkapelle                                           | um 1900 erbaut; mit Ausstattung | D-2-78-123-9 Wikidata  | weitere Bilder                                       |
| Kaltenbrunner Weg 7 (Standort)             | Ehemalige Mälzerei                                   | Viergeschossiger Backsteinbau mit Flachdach und überhöhtem Maschinenhaus mit Darre, 1888, zweigeschossiger Anbau mit flachem Pultdach, 1892; mit Ausstattung       | D-2-78-123-76 Wikidata | Ehemalige Mälzerei                                   |
| Landshuter Straße 48 (Standort)            | Maria-Hilf-Kapelle                                   | 1824; mit Ausstattung | D-2-78-123-10 Wikidata | weitere Bilder                                       |
| Regensburger Straße 1 b (Standort)         | Wohnhaus                                             | Giebelbau mit Schweifgiebel, zweiläufigem Treppenaufgang und geschnitzter Tür, zweite Hälfte 17. Jahrhundert                                                       | D-2-78-123-12 Wikidata | weitere Bilder                                       |
| Regensburger Straße 3 (Standort)           | Wohnhaus                                             | Giebelbau mit Schweifgiebel, im Kern 17./18. Jahrhundert | D-2-78-123-13 Wikidata | weitere Bilder                                       |
| Regensburger Straße 4 (Standort)           | Wohnhaus                                             | Zweigeschossiger und traufständiger Massivbau mit steilem Satteldach, gewölbter Durchfahrt, Eckerker und einem Schweifgiebel, im Kern 17./18. Jahrhundert          | D-2-78-123-14 Wikidata | Wohnhaus                                             |
| Regensburger Straße 6 (Standort)           | Wohnhaus                                             | Traufseitbau mit Schweifgiebel und Gurtgesims, zweites Viertel 19. Jahrhundert, im Kern wohl älter                                                                 | D-2-78-123-16 Wikidata | Wohnhaus                                             |
| Regensburger Straße 9 (Standort)           | Bürgerhaus                                           | Giebelbau mit steilem Satteldach, im Kern 16./17. Jahrhundert | D-2-78-123-17 Wikidata | Bürgerhaus                                           |
| Regensburger Straße 16 (Standort)          | Kleines Eckhaus                                      | Mit Mansardwalmdach, erste Hälfte 19. Jahrhundert | D-2-78-123-19 Wikidata | Kleines Eckhaus                                      |
| Regensburger Straße 17 (Standort)          | Wohnhaus ?                                           | Vergleiche Ensemble Stadtplatz | D-2-78-123-20 Wikidata | Wohnhaus ?                                           |
| Schießhausstraße 1 (Standort)              | Kleinhaus                                            | Mit Wellengiebel, zweite Hälfte 18. Jahrhundert | D-2-78-123-21 Wikidata | Kleinhaus                                            |
| Schießhausstraße 2 (Standort)              | Ehemaliges Spital                                    | Traufseitig mit Mansardwalmdach und Giebelrisalit, 1802 | D-2-78-123-22 Wikidata | Ehemaliges Spital                                    |
| Schlossgraben 17 (Standort)                | Katholische Stadtpfarrkirche St. Petrus und Erasmus  | Barockes Langhaus, 1761–64 von Georg Fischer, Chor und Turmuntergeschosse mittelalterlich, Obergeschoss 1776; mit Ausstattung                                      | D-2-78-123-24 Wikidata | weitere Bilder                                       |
| Stadtplatz 1 (Standort)                    | Gasthaus mit Wellengiebel                            | Bezeichnet mit 1736 Geschnitzte Haustür, 1790 | D-2-78-123-25 Wikidata | Gasthaus mit Wellengiebel                            |
| Stadtplatz 2 (Standort)                    | Bürgerhaus                                           | Mit Schweifgiebel, 2. Hälfte 19. Jahrhundert | D-2-78-123-26          | Bürgerhaus                                           |
| Stadtplatz 4 (Standort)                    | Rathaus                                              | Anlage mit Staffelgiebel, 1525 erbaut, erneuert im 17. und 18. Jahrhundert, barocker Giebelturm                                                                    | D-2-78-123-27 Wikidata | weitere Bilder                                       |
| Stadtplatz 5 (Standort)                    | Bürgerhaus                                           | Dreigeschossiger Giebelbau, 17. Jahrhundert, erneuert 1975 | D-2-78-123-28 Wikidata | weitere Bilder                                       |
| Stadtplatz 7 (Standort)                    | Gasthaus                                             | Giebelbau mit Treppengiebel, darauf halbrunde Aufsätze, reich stuckierte Fassade, Ende 17. Jahrhundert Kurzer traufseitiger Flügel                                 | D-2-78-123-29 Wikidata | Gasthaus                                             |
| Stadtplatz 9 (Standort)                    | Bürgerhaus                                           | Traufseitbau, im Kern 17./18. Jahrhundert | D-2-78-123-30 Wikidata | Bürgerhaus                                           |
| Stadtplatz 11 (Standort)                   | Bürgerhaus                                           | Eckbau, Treppengiebel mit Halbrunden Aufsätzen, 2. Hälfte 17. Jahrhundert                                                                                          | D-2-78-123-31 Wikidata | Bürgerhaus                                           |
| Stadtplatz 17 (Standort)                   | Erl-Bräu                                             | Giebelbau mit Schweifgiebel, 18. Jahrhundert Rokokotür | D-2-78-123-32 Wikidata | Erl-Bräu                                             |
| Stadtplatz 18 (Standort)                   | Loichingerhaus, jetzt städtisches Bürgerhaus         | Stattliche Anlage mit Rauputzquaderung und Treppengiebel mit Halbrundaufsätzen, im Kern 16. Jahrhundert                                                            | D-2-78-123-33 Wikidata | weitere Bilder                                       |
| Straubinger Straße (bei Nr. 17) (Standort) | Kriegerdenkmal                                       | Das Kriegerdenkmal wurde als Erinnerung an die Frankreichkriege 1870/71 am 24. August 1907 durch den heute noch bestehenden Krieger- und Veteranenverein erstellt. | D-2-78-123-36 Wikidata | freg                                                 |
| Straubinger Straße 2 (Standort)            | Wohnhaus                                             | Traufseitbau, im Kern 17./18. Jahrhundert, äußere Erscheinung Mitte 19. Jahrhundert                                                                                | D-2-78-123-74 Wikidata | Wohnhaus                                             |
| Straubinger Straße 5 (Standort)            | Gasthof und Festsaal "Geiselhöringer Hof"            | Stattlicher zweigeschossiger Bau mit geschweiftem Zwerchgiebel, errichtet 1924/25 nach Brand des Vorgängerbaus von 1897, Fassade 1955 überarbeitet                 | D-2-78-123-75 Wikidata | Gasthof und Festsaal "Geiselhöringer Hof"            |
| Straubinger Straße 7 (Standort)            | Wohnhaus                                             | Giebelständig, mit Volutengiebel, geschweift, um 1870/80 | D-2-78-123-35 Wikidata | Wohnhaus                                             |
| Straubinger Straße 18 (Standort)           | Friedhof                                             | Ummauerung in Backstein Friedhofskapelle, neugotisch, 2. Hälfte 19. Jahrhundert                                                                                    | D-2-78-123-37 Wikidata | Friedhof                                             |
| Viehmarktplatz 16 (Standort)               | Kleines Giebelhaus                                   | Mit fialenbesetztem Treppengiebel, die Blenden mit Gemälden St. Florian und St. Sebastian in segmentbogigen Blendnischen, 1. Drittel 16. Jahrhundert               | D-2-78-123-38 Wikidata | Kleines Giebelhaus                                   |

### Antenring
| Lage                   | Objekt                                       | Beschreibung                                   | Akten-Nr.              | Bild           |
| ---------------------- | -------------------------------------------- | ---------------------------------------------- | ---------------------- | -------------- |
| Antenring 1 (Standort) | Katholische Filialkirche Unserer Lieben Frau | Kleine barocke Anlage um 1757; mit Ausstattung | D-2-78-123-39 Wikidata | weitere Bilder |

### Frauenhofen
| Lage                     | Objekt                             | Beschreibung | Akten-Nr.              | Bild           |
| ------------------------ | ---------------------------------- | --- | ---------------------- | -------------- |
| Frauenhofen 2 (Standort) | Katholische Filialkirche St. Georg | Turm und Chorteil mittelalterlich, sonst Neubau 1721; mit Ausstattung Friedhofsmauer, Backstein, unverputzt, mit Strebepfeilern, wohl 17. Jahrhundert | D-2-78-123-40 Wikidata | weitere Bilder |

### Frauenthal
| Lage                     | Objekt            | Beschreibung | Akten-Nr.              | Bild           |
| ------------------------ | ----------------- | --- | ---------------------- | -------------- |
| Kleine Pfanne (Standort) | Goisenbrunkapelle | Im Wald zwischen Hainsbach und Martinsbuch, erbaut 1863. Für die Kapelle existieren verschiedene Schreibweisen, wie Goißenbrunn oder Koißenbrunn | D-2-78-123-73 Wikidata | weitere Bilder |

### Greißing
| Lage                  | Objekt                              | Beschreibung                                                                                    | Akten-Nr.              | Bild            |
| --------------------- | ----------------------------------- | ----------------------------------------------------------------------------------------------- | ---------------------- | --------------- |
| Am Anger 1 (Standort) | Kleinbauernhaus                     | Verputzter bzw. geschlämmter Blockbau mit Walmdach und Traufschrot, 2. Hälfte 18. Jahrhundert   | D-2-78-123-42 Wikidata | Kleinbauernhaus |
| Greißing 7 (Standort) | Katholische Filialkirche St. Ulrich | Chorturmkirche des 13. Jahrhunderts, Langhaus barockisiert und 1903 verlängert; mit Ausstattung | D-2-78-123-41 Wikidata | weitere Bilder  |

### Großaich
| Lage                    | Objekt                  | Beschreibung                                                          | Akten-Nr.              | Bild           |
| ----------------------- | ----------------------- | --------------------------------------------------------------------- | ---------------------- | -------------- |
| Großaich 3 a (Standort) | Filialkirche St. Ulrich | Kleiner Barockbau, der Chor im Kern wohl spätgotisch; mit Ausstattung | D-2-78-123-43 Wikidata | weitere Bilder |

### Hadersbach
| Lage                     | Objekt                                     | Beschreibung | Akten-Nr.              | Bild           |
| ------------------------ | ------------------------------------------ | --- | ---------------------- | -------------- |
| Hadersbach 28 (Standort) | Katholische Filialkirche Mariä Himmelfahrt | Erbaut 1521, barockisiert 1716/17; mit Ausstattung; Turmerhöhung 1738/40, Seitenkapellen 1765 Seelenkapelle, 1856/57; mit Ausstattung | D-2-78-123-46 Wikidata | weitere Bilder |

### Haindling
| Lage                      | Objekt                                         | Beschreibung | Akten-Nr.              | Bild                  |
| ------------------------- | ---------------------------------------------- | --- | ---------------------- | --------------------- |
| Haindling (Standort)      | Kreuzwegkapellen                               | 13 Stationen (die 14. Station im Unterbau der Kreuzkirche), Massivbauten mit Sattel- oder Pyramidendach, teilweise mit Schweifgiebeln, erbaut 1733; mit Ausstattung                                             | D-2-78-123-53          | BW                    |
| Haindling 14 (Standort)   | Schul- und Mesnerhaus                          | Zweigeschossig, über hohem Kellergeschoss, mit hölzerner Galerie, erbaut 1680 Gemeindehaus, zweigeschossiger Walmdachbau über hohem Sockelgeschoss, im Kern 18. Jahrhundert                                     | D-2-78-123-47 Wikidata | Schul- und Mesnerhaus |
| Haindling 16 (Standort)   | Gasthaus                                       | Ehemaliges Wirtshaus, heute im Besitz von Hans-Jürgen Buchner; zweigeschossiger Giebelbau, erste Hälfte 19. Jahrhundert                                                                                         | D-2-78-123-48 Wikidata | Gasthaus              |
| Haindling 16 a (Standort) | Katholische Wallfahrtskirche Mariä Himmelfahrt | Barocke Anlage 1719/21 über gotischem Bau von 1439, Turmoberteil 1632; mit Ausstattung | D-2-78-123-49 Wikidata | weitere Bilder        |
| Haindling 16 b (Standort) | Katholische Filialkirche Heilig Kreuz          | Über älterem Kern 1621 ausgebaut, gewölbter Umgang 1626, Turm 1629; mit Ausstattung Im nördlichen Joch des Umganges Ölbergkapelle mit lebensgroßen Stuckfiguren des Regensburger Bildhauers Georg Wilhelm, 1655 | D-2-78-123-50 Wikidata | weitere Bilder        |
| Haindling 21 (Standort)   | Pfarrhaus, ehemalige Propstei                  | Stattlicher Bau mit Mansard-Walmdach, Lisenengliederung, erbaut 1732/34, heute Wohnhaus | D-2-78-123-51 Wikidata | weitere Bilder        |

### Haindlingberg
| Lage                       | Objekt     | Beschreibung | Akten-Nr.              | Bild       |
| -------------------------- | ---------- | --- | ---------------------- | ---------- |
| Haindlingberg 2 (Standort) | Bauernhaus | Mit Schweifgiebel, zweite Hälfte 18. Jahrhundert Vierseithof mit zwei Torbögen; der Hof besaß bis 1924 eine eigene Kirche St. Michael, die wegen Baufälligkeit abgebrochen werden musste | D-2-78-123-54 Wikidata | Bauernhaus |

### Hainsbach
| Lage                         | Objekt                                     | Beschreibung | Akten-Nr.              | Bild                 |
| ---------------------------- | ------------------------------------------ | --- | ---------------------- | -------------------- |
| Hainsbach 40 (Standort)      | Ehemaliges Forsthaus                       | Eineinhalbgeschossiger, verputzter Ziegelbau, Satteldach mit späterem Ostwalm, 1908 in ehemaligen Stadel und Getreidekasten von 1783 eingebaut | D-2-78-123-77 Wikidata | Ehemaliges Forsthaus |
| Hainsbach Ost 5 a (Standort) | Katholische Pfarrkirche St. Johannes d. T. | Chorturmanlage der ersten Hälfte des 13. Jahrhunderts, 1711 barockisiert, 1902 verlängert, Turm 1786 erhöht; mit Ausstattung                   | D-2-78-123-55 Wikidata | weitere Bilder       |

### Hirschling
| Lage                     | Objekt                              | Beschreibung                                                               | Akten-Nr.              | Bild           |
| ------------------------ | ----------------------------------- | -------------------------------------------------------------------------- | ---------------------- | -------------- |
| Hirschling 23 (Standort) | Katholische Filialkirche St. Martin | Neubau von 1780, Turm und Langhaus 1860 neu bzw. erneuert; mit Ausstattung | D-2-78-123-56 Wikidata | weitere Bilder |

### Kraburg
| Lage                    | Objekt   | Beschreibung | Akten-Nr.              | Bild     |
| ----------------------- | -------- | --- | ---------------------- | -------- |
| Kraburg 1, 2 (Standort) | Wohnhaus | Zweigeschossiger Mansarddachbau mit Zwerchhaus, Eckerkern und Fassadengliederung, Anklänge an den Heimatstil, um 1922 Mühle, viergeschossiger Putzbau mit Flachdach, um 1950; mit technischer Ausstattung | D-2-78-123-78 Wikidata | Wohnhaus |

### Malchesing
| Lage                    | Objekt                              | Beschreibung                                   | Akten-Nr.              | Bild                                |
| ----------------------- | ----------------------------------- | ---------------------------------------------- | ---------------------- | ----------------------------------- |
| Malchesing 6 (Standort) | Katholische Filialkirche St. Martin | 1753 über älterem Kern erbaut; mit Ausstattung | D-2-78-123-57 Wikidata | Katholische Filialkirche St. Martin |

### Oberharthausen
| Lage                    | Objekt                                  | Beschreibung                                                                          | Akten-Nr.              | Bild           |
| ----------------------- | --------------------------------------- | ------------------------------------------------------------------------------------- | ---------------------- | -------------- |
| Kirchplatz 3 (Standort) | Katholische Filialkirche St. Margaretha | Anlage des 14. Jahrhunderts, barockisiert, Turm Ende 19. Jahrhundert; mit Ausstattung | D-2-78-123-58 Wikidata | weitere Bilder |

### Pönning
| Lage                               | Objekt                              | Beschreibung                                                          | Akten-Nr.              | Bild              |
| ---------------------------------- | ----------------------------------- | --------------------------------------------------------------------- | ---------------------- | ----------------- |
| Antenringer Straße 7 (Standort)    | Katholische Filialkirche St. Martin | einheitlicher Rokokobau von 1762; mit Ausstattung                     | D-2-78-123-59 Wikidata | weitere Bilder    |
| Feldkirchener Straße 10 (Standort) | Kleine Hofkapelle                   | Mitte 19. Jahrhundert                                                 | D-2-78-123-60          | Kleine Hofkapelle |
| Mettinger Straße 4 (Standort)      | Dreiseithof                         | Walmdachgebäude, durch Korbbogentor verbunden, Anfang 19. Jahrhundert | D-2-78-123-61 Wikidata | Dreiseithof       |

### Sallach
| Lage                          | Objekt                               | Beschreibung | Akten-Nr.              | Bild                      |
| ----------------------------- | ------------------------------------ | --- | ---------------------- | ------------------------- |
| Eittinger Straße 4 (Standort) | Katholische Kapelle St. Thekla       | Mitte 18. Jahrhundert; mit Ausstattung; am Westausgang des Ortes | D-2-78-123-62 Wikidata | weitere Bilder            |
| Sallach 36 (Standort)         | Kleinbauernhaus                      | Mit Kniestock in getünchtem Blockbau, Giebel verschindelt, Steilsatteldach, Kern 18. Jahrhundert | D-2-78-123-63 Wikidata | Kleinbauernhaus           |
| Sallach 39 (Standort)         | Bauernhaus                           | Wohnstallbau, verputzter Blockbau mit Traufschrot, im Kern 18. Jahrhundert | D-2-78-123-64 Wikidata | Bauernhaus                |
| Sallach 51 (Standort)         | Katholische Pfarrkirche St. Nikolaus | Neubau 1613, 1896 verlängert; mit Ausstattung Chorturmuntergeschoss spätromanisch Seelenkapelle im Friedhof, erbaut 1711 | D-2-78-123-65 Wikidata | weitere Bilder            |
| Sallach 53 a (Standort)       | Schloss                              | Stattlicher, das Ortsbild beherrschender Bau mit Staffelgiebeln und zwei halbrunden Eckerkern, 1595 | D-2-78-123-66 Wikidata | weitere Bilder            |
| Sallach 76 (Standort)         | Wohnstallhaus                        | Bemerkenswerter, verputzter Blockbau mit Walmdach und umlaufendem Schrot, zweite Hälfte 17. Jahrhundert | D-2-78-123-67 Wikidata | Wohnstallhaus             |
| Sallach 99 (Standort)         | Wappentafel aus Kalkstein            | Hier stand das ehemalige Kastneramtsgebäude der Propstei (ehemals Haus Nr. 2), das auch eine Gefängniszelle enthielt. Kalksteintafel am Giebel des jetzigen Wohnhauses mit Wappen und Inschrift: „MARIA JOSEPHA FELICITAS S.R.I.P. DNA et ABBA SUP. MONAST. RATISB. NATA DE NEUENSTEIN has aedes Praeficti sui ministerialis in SALACH, pene ruinosas & Archivo carentes, ad falvandum praecipue ab interitu Seripturas, cum attingen tibus aedificiis restaurari, & maximam partem funditus extrui fecit Annis 1785 & 1787“ | D-2-78-123-68 Wikidata | Wappentafel aus Kalkstein |

### Wallkofen
| Lage                     | Objekt                                     | Beschreibung | Akten-Nr.              | Bild                                       |
| ------------------------ | ------------------------------------------ | --- | ---------------------- | ------------------------------------------ |
| Kirchstraße 8 (Standort) | Katholische Filialkirche Mariä Himmelfahrt | 1840; mit Ausstattung; Turmunterbau mittelalterlich, im 18. Jahrhundert erhöht Friedhofsummauerung zum Teil mit Strebepfeilern, 18. Jahrhundert | D-2-78-123-71 Wikidata | Katholische Filialkirche Mariä Himmelfahrt |

### Weingarten
| Lage                       | Objekt     | Beschreibung | Akten-Nr.              | Bild           |
| -------------------------- | ---------- | --- | ---------------------- | -------------- |
| Flur Weingarten (Standort) | Hofkapelle | Weingarten bei Sallach. Die Kapelle der Familie Artmann steht südlich gegenüber dem Hof. Die Kapelle wurde 1911 von der Bauerswitwe Kreszenz Artmann erbaut. Rundgeschlossener, giebelständiger Bau mit Pilastergliederung. | D-2-78-123-72 Wikidata | weitere Bilder |